# Yamboo
Yamboo – niemiecka grupa tworząca muzykę eurodance. Najpopularniejsze piosenki tego zespołu to "Fiesta de la noche" oraz "Kalinka".

## Albumy
- 2006 Okama de Mapouka
- 2007 Best Of (Kompilacja)

## Single
- 1999 "Fiesta de la noche (The Sailor Dance)"
"Come with Me (Bailamos)"
- 2000 "Torero (Aya baila)"
- 2001 "Kalinka"
"Pata Pata"
- 2002 "Star"
- 2005 "Mapouka"
"Sing Hallelujah (feat. Dr. Alban)"